# Peter Dursun
Peter Dursun (født 8. januar 1975) er en dansk tidligere fodboldspiller, der blandt andet spillede for Southend United i The Football League i 1996.
Dursun fik sin debut i Division One for Southend United den 14. december 1996, da han blev skiftet ind i det 53. minut i stedet for Julian Hails i et 4-0-nederlag til Queens Park Rangers. Sidenhen spillede han for Aarhus Fremad og Hvidovre IF.